# Leptis bécasse
Rhagio scolopaceus
Espèce
Rhagio scolopaceus, le leptis bécasse est une espèce d'insectes diptères brachycères, une (mouche) de la famille des Rhagionidae, mesurant entre 8 et 14 mm.

## Distribution
Europe : de l'Espagne à la Scandinavie, à la Russie.

## Biologie
Cette espèce fréquente les régions boisées, l'adulte, visible de mai à aout, se dispose souvent la tête en bas lorsqu'il se pose sur les troncs. Les larves prédatrices vivent dans le sol.